# Cristoforo Lombardo
Cristoforo Lombardo (* um 1490, wahrscheinlich in Pavia ?; † September 1555 in Mailand), genannt Lombardino, war ein italienischer Bildhauer und Architekt der Renaissance.

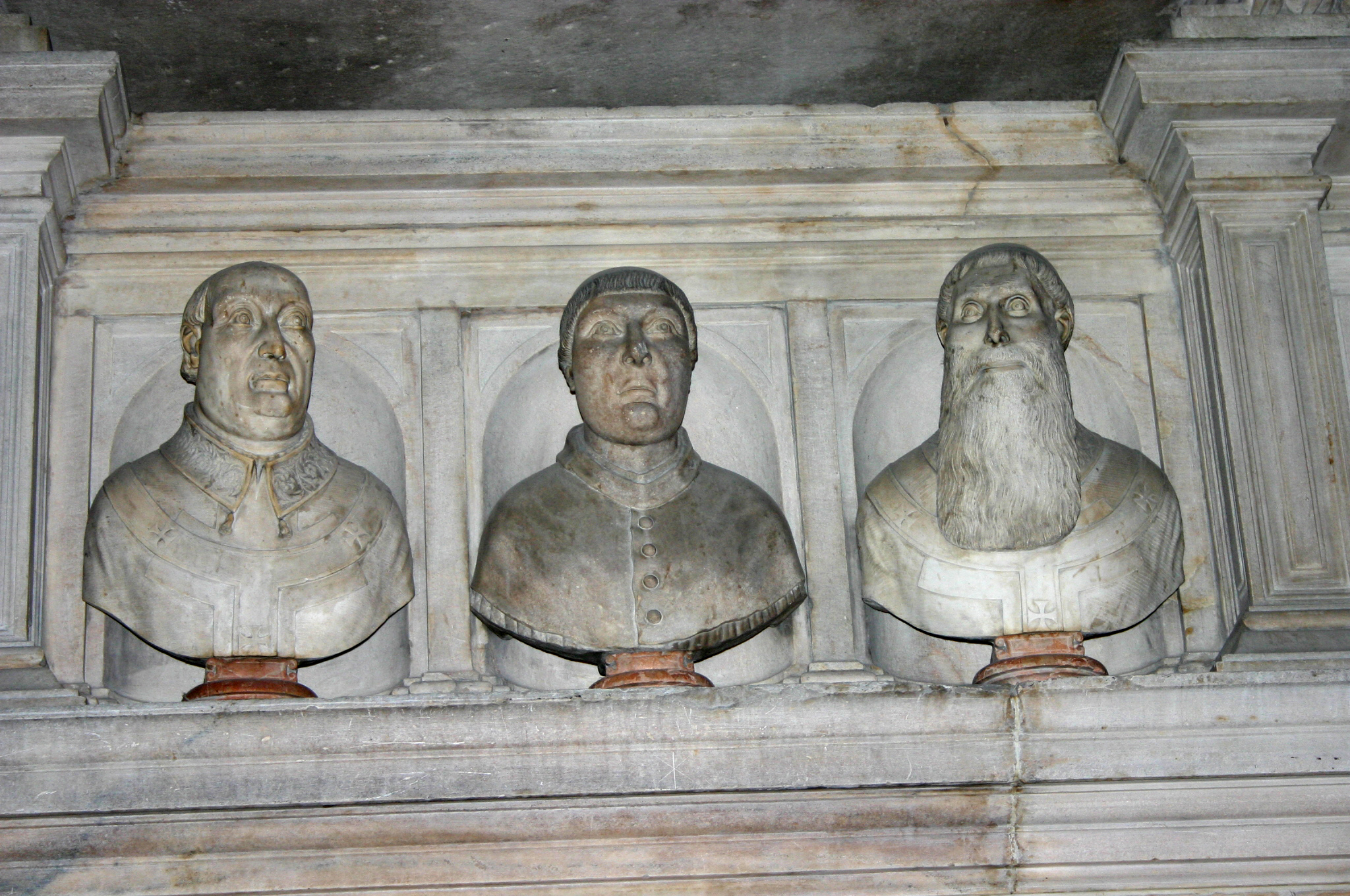
Mailänder Dom, Grabmal von Giovanni, Guido A. und Giovanni Angelo Arcimboldi (1555)

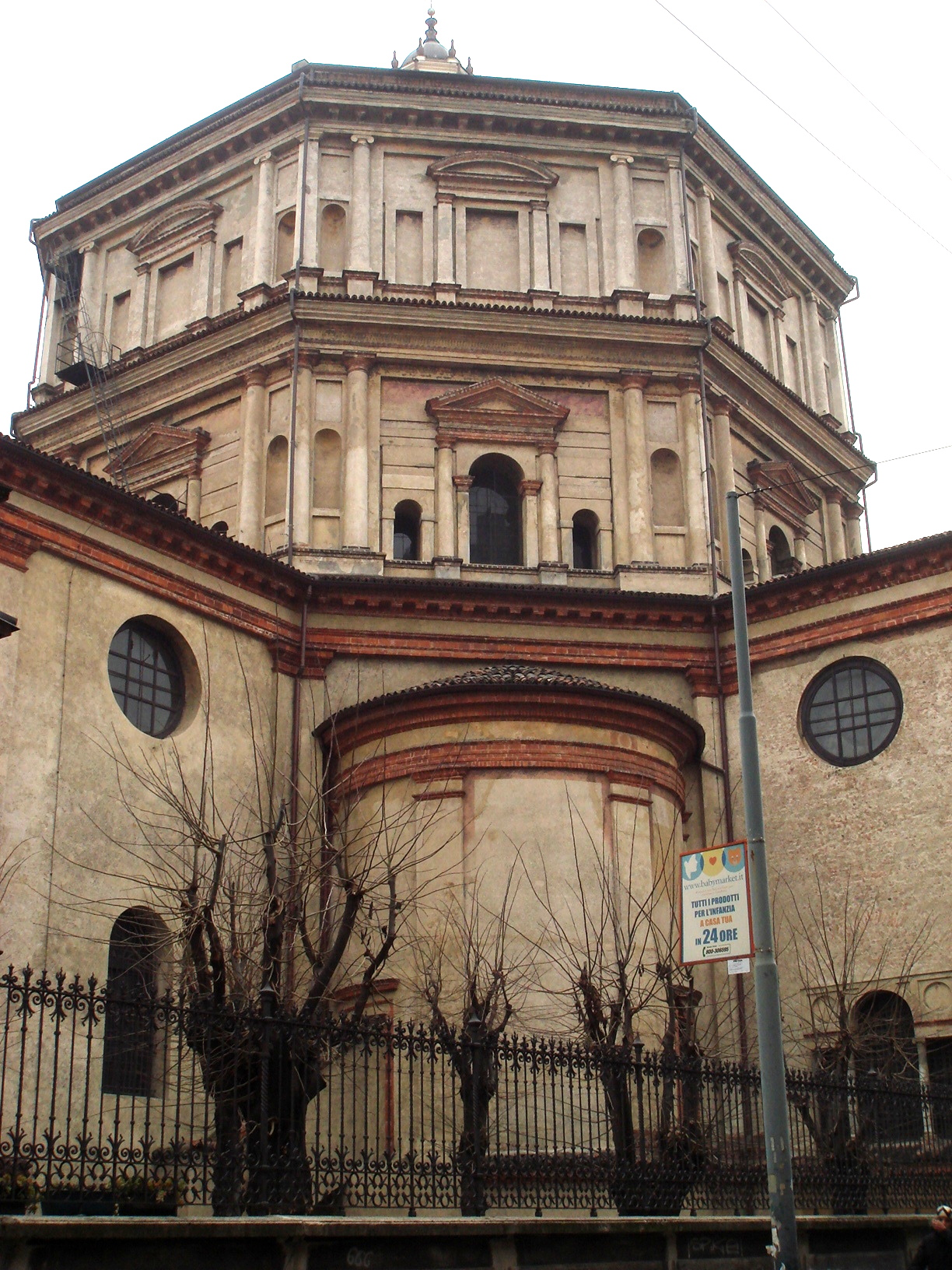
Cristoforo Lombardo, Tiburium der Kirche Santa Maria della Passione

## Leben
Cristoforo war Sohn von Domenico, der seit Beginn des 16. Jahrhunderts in Mailand tätig war, gehört zu jenen kleineren Künstlerpersönlichkeiten der Spätrenaissance, die mit den großen Meistern der Zeit zusammenarbeiteten und deshalb keine Einzeldenkmäler schufen, sondern mit partiellen, wenn auch wichtigen Beiträgen zu deren Verwirklichung beitrugen. Die frühesten gesicherten Informationen über Cristoforo betreffen eine Arbeit für die Veneranda Fabbrica del Duomo di Milano im Jahr 1510. Der erste Bericht über Cristoforo datiert auf den 16. Juli 1510, eine Zahlung der Fabbrica del Duomo zugunsten von Christoforo de Lombardis sculptori praefatae fabricae, die sich möglicherweise auf die Ausführung von Skulpturen für die so genannte Amadeo's Turm bezieht. Das zweite, datiert auf den 21. August 1514, bescheinigt Lombardos Wiederaufnahme in die Fabbrica nach einem mehrmonatigen Aufenthalt in Rom. Abgesehen von einem kurzen Aufenthalt auch in Bologna arbeitete er hauptsächlich in Mailand und in kleineren lombardischen Zentren, und seine Mitarbeit am Mailänder-Dom-Projekt dauerte sein ganzes Leben lang.
Zwischen 1516 und 1517 schuf er das Grabmal von Giovan Battista Barbavara in der Kirche Sant’Angelo, und im folgenden Jahr arbeitete er zusammen mit Agostino Busti genannt Bambaia am Grabmal von Gaston de Foix, dem bedeutendsten Grabdenkmal der Zeit, für die Kirche von Santa Marta. Ein Auftrag für einen Domturm datiert vom September 1518, aber schon im folgenden Jahr schuf er ein Marmordenkmal für die Kapelle der Familie Tolentini in Santa Maria Incoronata; das 1521 vollendete Werk, das ganz aus schwarzem und weißem Marmor besteht, zeigt im bildhauerischen Teil die stilistische Prägung durch Bambaia und Andrea Fusina; die Architektur bringt in nuce die Architektursprache von Lombardo. Am 17. Februar 1525 vollendete er die Arche der Heiligen Petrus und Marcellinus in der Kirche San Tommaso in Cremona und umgab das Presbyterium der Kirche Santa Maria presso San Celso mit einem Wandelgang. Die Fabbrica derselben Kirche ernannte ihn 1538 zum Architekten. Nach dem Tod von Andrea Fusina am 15. Januar 1526 wurde Lombardo zum Architekten der Fabbrica del Duomo ernannt. Lombardos erster architektonischer Auftrag war in den 1520er Jahren die Realisierung der Fassade der Kirche Santa Caterina alla Chiusa in Porta Ticinese.
Am 1. Januar 1531 schuf er das Grabdenkmal für Nicolò Dolzani, das in der Kirche San Sisto in Piacenza aufgestellt wurde. Im dritten Jahrzehnt des Jahrhunderts arbeitete Lombardo an der Renovierung und Erweiterung des Mailänder Palazzo Stampa mit seinem Turm und Innenhof.
Zwischen den 1530er und 1550er Jahren war Lombardo am Bau der achteckigen Kuppel mit zwei übereinanderliegenden Orden der Kirche Santa Maria della Passione beteiligt, die zum Klosterkomplex der Lateran-Chorherren gehörte. 1545 ging Lombardo nach Bologna, um zusammen mit Giulio Romano den Entwurf der Fassade von San Petronio zu studieren, den er mit einer Zeichnung vom 23. Januar 1546 abschloss, die eine interessante Verwendung noch mittelalterlicher Elemente auf einer nunmehr klassischen Grundlage zeigt. In der Folge arbeitete er an einigen Projekten zur Vervollständigung des oberen Teils der Fassade der Certosa di Pavia, wobei er die Arbeit von Amadeo fortsetzte und zu Lösungen gelangte, die sich durch einen mäßigen dekorativen Reichtum auszeichneten und denen der Fassade von Santa Caterina alla Chiusa sehr ähnlich waren.
Lombardos letzte Arbeiten waren zwischen 1546 und 1547 die Sakristei des Heiligtums von Saronno,[1] in den 1550er Jahren einige Projekte für die Conca di Viarenna und 1553 der Entwurf für die Grabstätte von Massimiliano Stampa in Santa Maria delle Grazie in Soncino.